# Mikitycze (gmina)
Mikitycze – dawna gmina wiejska istniejąca do 1926 roku w woj. poleskim (obecnie na Białorusi). Siedzibą gminy były Mikitycze.
W okresie międzywojennym gmina należała do powiatu prużańskiego w woj. poleskim. Gminę zniesiono 22 stycznia 1926 roku, a jej obszar włączono do gmin Malecz i Linowo oraz do nowo utworzonej gminy Prużana.